# Rahmi Koç
Pour les articles homonymes, voir Koç.
Mustafa Rahmi Koç (né le 9 octobre 1930) est un homme d'affaires turc. En 2016, Forbes le classe 906e personne la plus riche du monde avec une fortune nette de 2,6 milliards de dollars.Il est  président de la  Koç Holding jusqu'en 2003.

## Biographie
Rahmi Koç est le fils unique de l'un des hommes les plus riches de Turquie, Vehbi Koç. Il fréquente le lycée Robert College à Istanbul après son éducation primaire à Ankara. Rahmi Koç étudie à l'Université Johns Hopkins et obtient une licence en gestion industrielle.

### Carrière
Après son service militaire, il commence à travailler activement pour le groupe Koç en 1958, en rejoignant la société Otokoç à Ankara. En 1960, il a été transféré à Koç Ticaret, qui représente le groupe Koç à Ankara. Après le déménagement du siège social de Koç Holding d'Ankara à Istanbul en 1964, il devient coordinateur général de Koç Holding et a déménage à Istanbul.
Par la suite, en 1970, il est devenu président du comité exécutif et en 1975 vice-président du conseil d'administration. Rahmi Koç a été nommé président du comité de direction de Koç Holding en 1980. Son père Vehbi Koç transmet sa présidence à son fils le 30 mars 1984. Rahmi Koç a pris sa retraite le 4 avril 2003, transférant sa présidence à son fils aîné Mustafa Koç.
Une visite au musée Henry Ford dans le Michigan l inspire de créer le musée Rahmi M. Koç à Istanbul et un autre à Ankara, consacré à l'histoire des transports, de l'industrie et des communications.